# 엘 힐
엘 힐(Al Hill, 1892년 7월 14일 ~ 1954년 7월 14일)은 미국의 배우이다.
뉴욕에서 태어났으며 로스앤젤레스에서 사망하였다.

## 영화
- 비상착륙 (1954년)
- 리빙 잇 업 (1954년)
- 런 포 더 힐스 (1953년)
- 챔프 (1953년)
- 캐디 (1953년)
- 쓰리 세일러스 앤 어 걸 (1953년)
- 카운트 더 아워스 (1953년)
- 밴드 웨곤 (1953년)
- 야망의 브로드웨이 (1952년)
- 열차 안의 낯선 자들 (1951년)
- 투 프리즈 어 레이디 (1950년)
- 스테이트 오브 더 유니온 (1948년)
- 페일페이스 (1948년)
- 잔인한 힘 (1947년)
- 크리스마스 이브 (1947년)
- 마이 페이버릿 브뤼넷 (1947년)
- 잇 해펀드 인 브룩클린 (1947년)
- 조니 어클락 (1947년)
- 스매쉬업 (1947년)
- 살인자들 (1946년)
- 이브 뉴 허 애플스 (1945년)
- 쉐인 온 하베스트 문 (1944년)
- 미트 더 피플 (1944년)
- 히어 컴 더 웨이브스 (1944년)
- 벨 오브 더 유콘 (1944년)
- 스카이스 더 리미트 (1943년)
- 스윗 로지 오그래디 (1943년)
- 팬텀 (1943년)
- 럭키 조단 (1942년)
- 트루 투 더 아미 (1942년)
- 마이 페이버릿 스파이 (1942년)
- 언홀리 파트너스 (1941년) - 헥터 - 헨취맨 역
- 더 페이스 비하인드 더 마스크 (1941년)
- 미인극장 (1941년)
- 그들은 밤에 달린다 (1940년)
- 뱅크 딕 (1940년)
- 럭키 파트너 (1940년)
- 브로드웨이 세레나데 (1939년)
- 포효하는 20년대 (1939년)
- 키드 갈라드 (1937년)
- 하층민(영어판) (1936년)
- 레몬 드롭 키드 (1934년)
- 더 프라이즈파이터 앤 더 레이디 (1933년)
- 더 치프 (1933년)
- 다이아몬드 릴 (1933년)
- 한 병사가 뭔가를 한다 (1930년)
- 탑 스피드 (1930년)
- 리틀 시저 (1930년) - 리코의 집사 역
- 브로드웨이 베이비스 (1929년)
- 알리바이 (1929년)